# Emerson Conceição
Emerson da Conceição, mais conhecido como Emerson Conceição, simplesmente Emerson (São Paulo, 23 de fevereiro de 1986), é um ex-futebolista brasileiro que atuava como lateral-esquerdo e zagueiro.

## Carreira
Emerson começou a sua carreira de futebolista, na equipa do Corinthians-Paranaense. Na época de 2006/2007, mudou-se para o Lille, onde na primeira época atuou por duas vezes no campeonato, na segunda 8, na terceira 31, na quarta 23, e na quinta (e última) época no Lille atuou 20 vezes para o campeonato.
Na época de 2010/2011, Emerson fez parte da equipa do Lille que ganhou o Campeonato e a Taça, fazendo assim a dobradinha no seu último ano com o emblema francês ao peito.
Em julho de 2011, falou no interesse do Benfica na sua contratação, o que se veio a concretizar no dia 20 de julho, no mesmo dia em que o plantel para a época de 2011/12 foi apresentado no Estádio da Luz contra o Toulouse, e foi a surpresa do 11 de Jorge Jesus, atuando os 90 minutos, e registando uma exibição agradável, perante as suas condições físicas, mesmo que tenha viajado de avião para Portugal no mesmo dia e não tinha treinado com os seus companheiros.
Em 2012, transferiu-se para a Turquia, para jogar no Trabzonspor. Após uma temporada, voltou para a França. Desta vez, para atuar no Rennes.
No dia 29 de março de 2014, Emerson acertou sua liberação por parte do Rennes para assinar com o Atlético Mineiro.. No clube mineiro, foram 27 jogos, além dos títulos da Copa do Brasil, Recopa Sul-Americana e Campeonato Mineiro.
Em 2016, o jogador se transferiu para o Coritiba, mas foi pouco aproveitado e só fez uma partida.
Em fevereiro de 2018, o jogador assinou contrato com o Rio Branco, do Paraná, para a disputa do Campeonato Paranaense.

## Títulos
Lille
- Ligue 1 : 2011
- Taça de França : 2011

Benfica
- Taça da Liga 2011-12

Atlético Mineiro
- Copa do Brasil: 2014
- Recopa Sul-Americana: 2014
- Campeonato Mineiro: 2015